# 1992 PQ2
1992 PQ2 är en asteroid i huvudbältet som upptäcktes den 2 augusti 1992 av den amerikanske astronomen Henry E. Holt vid Palomarobservatoriet.
Den tillhör asteroidgruppen Vesta.